# Административное деление Алжира
Алжир разделён на:
- 48 вилайетов (араб. ولاية‎, фр. willaya)
- 553 округа (араб. دائرة‎ —дайра, фр. daïra)
- 1541 коммуну (араб. بلديات‎, ед.ч. بلدية баладийя, фр. commune).